# Висотна основа
Висотна основа (рос. высотная основа, англ. highaltitude net, нім. Höhenfestpunktnetz n, Höhennetz n) – сітка закріплених на земній поверхні (або в гірничих виробках) пунктів, які мають висотні відмітки. Утворюється прокладанням ходів геометричного або тригонометричного нівелювання.